# Iowa Cubs
De Iowa Cubs is een Minor league baseballteam uit Des Moines, Iowa. Ze spelen in de Northern Division van de American Conference van de Pacific Coast League. Hun stadion heet Principal Park. Ze zijn verwant met de Chicago Cubs.

## Vroegere namen
Iowa Oaks: 1969-1980
Iowa Cubs: 1982-heden

## Titels
Ze zijn nog nooit kampioen van de Pacific Coast League geweest.